# Piso-Halasan
Das Piso-Halasan oder Eccat, Ekkat, Engkat, Piso Eccat ist ein Schwert aus Sumatra.

## Beschreibung
Das Piso-Halasan oder Batak hat eine einschneidige, am Ort leicht gebogene Klinge. Die Klinge läuft vom Heft leicht breiter, wird in der Mitte schmaler, zum Ort hin wieder breiter. Die Klingen sind meist flach, selten mit Hohlschliff und ohne Mittelgrat. Kurz vor dem Heft ist an der Schneidenseite ein scharfer Haken ausgeschmiedet, der bei allen Waffen dieses Typs zu finden ist. Das Heft hat eine Zwinge aus Messing oder Silber, die zur besseren Befestigung des Heftes dient. Die Zwinge ist bei manchen Ausführungen als kleines Parier ausgearbeitet. Das Heft ist aus einem aufgesetzten Horn einer Hirschart gefertigt. Die Spitze des Horns bildet den Knauf. Die Scheiden sind meist aus Metall gefertigt und reich verziert. Die Piso-Halasan werden von Ethnien aus Sumatra benutzt.